# Martinspital Wien
Das Martinspital oder auch Spital zum heiligen Martin war das erste Spital in Wien zur Versorgung alter und kranker Hofbediensteter.

## Geschichte
Herzog Otto der Fröhliche gründete das Martinspital vermutlich in seinem Testament, da die erste Nennung 1342, also drei Jahre nach seinem Tod, erfolgte. Das Spital befand sich im Bereich der Kreuzung Babenbergerstraße / Getreidemarkt beziehungsweise der Rahlstiege vor dem Widmertor. 
Die 1343 erfolgte Einverleibung der Güter des aufgelassenen Spitals Sankt Johann vor dem Werdertor, gestiftet von Friedrich dem Schönen 1327 im Bereich des heutigen Spitals der Barmherzigen Brüder, ermöglichte die Erhöhung der Pfründnerplätze von ursprünglich 17 auf 30 (20 für Männer und 10 für Frauen).
1471 übergab Ferdinand III. das Martinspital dem St. Georgs-Orden, der damit die Pflege der Kranken übernahm. 1529 wurde das Spital während der Ersten Türkenbelagerung zerstört und, da es nicht mehr wieder aufgebaut wurde, bis 1533 abgebrochen. Nach dem Tod des letzten Großmeisters des Sankt-Georg-Ritterordens 1541 zog Ferdinand I. die Güter des Martinspitals ein. Zwischen 1542 und 1560 verpfändete er sie an die Grafen von Salamanca-Ortenburg. Ab 1564 wurden sie dem Kaiser- oder Hofspital einverleibt.
Geweiht war das Spital, das aus mehreren Trakten bestand, den Heiligen Urban und Martin, im Volksmund war allerdings nur der Name des heiligen Martin gebräuchlich. Die zum Spital gehörige Kirche besaß fünf Altäre.